# Fuerzas Armadas Revolucionarias de Cuba
Le Forze Armate Rivoluzionarie di Cuba (in spagnolo Fuerzas Armadas Revolucionarias, acronimo FAR) sono le forze armate di Cuba. Esse includono forze terrestri, forze navali, forze aeree e di difesa aerea, ed altri corpi paramilitari: le Milizie delle Truppe Territoriali (Milicias de Tropas Territoriales – MTT), l'Esercito Giovanile del Lavoro (Ejército Juvenil del Trabajo – EJT) e le Brigate di Produzione e Difesa (Brigadas de Producción y Defensa – BPD), più l'Organizzazione di Difesa Civile (Defensa Civil de Cuba – DCC) e l'Istituto Nazionale delle Riserve Statali (Instituto Nacional de las Reservas Estatales – INRE). Tutti questi gruppi sono subordinati al Ministro de las Fuerzas Armadas Revolucionarias ("Ministero delle Forze Armate Rivoluzionarie" – MINFAR).
Le forze armate sono state a lungo l'istituzione più potente di Cuba. I militari gestiscono molte imprese in settori economici chiave che rappresentano circa il 4% dell'economia cubana. I militari sono anche serviti come base dell'ex Primo Segretario del Partito Comunista Cubano, nonché ex Presidente di Cuba, Raúl Castro. In numerosi discorsi, Raúl Castro ha sottolineato il ruolo dei militari come "partner del popolo".

## Storia

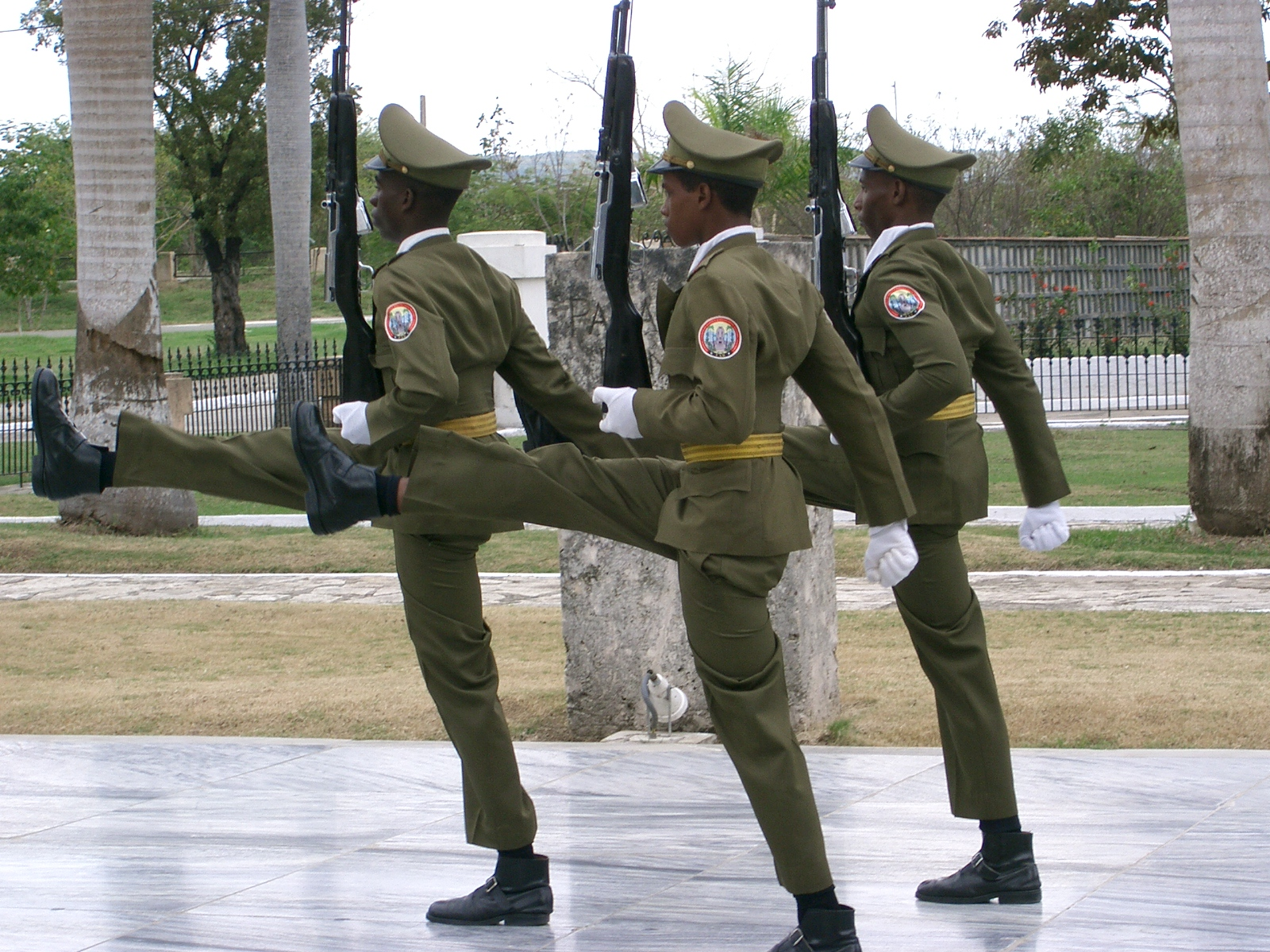
Guardie al Mausoleo di José Martì, Santiago de Cuba

L'Esercito cubano nella sua forma originale venne fondato nel 1895 dai rivoluzionari cubani durante la guerra d'indipendenza cubana. Esso mantenne la neutralità durante la prima guerra mondiale e venne coinvolto nella battaglia dei Caraibi durante la seconda guerra mondiale, quando si schierò con gli Alleati supportati dagli Stati Uniti. Dopo che la Rivoluzione cubana ebbe rovesciato il governo di Fulgencio Batista, l'esercito ribelle cubano sotto la leadership di Fidel Castro venne riorganizzato nelle attuali forze armate di Cuba.

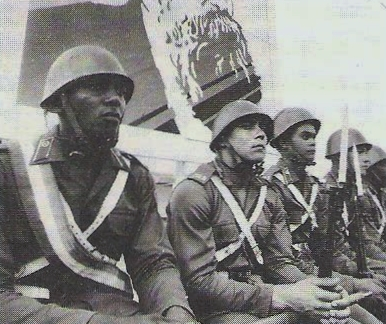
Soldati delle FAR

Durante la guerra fredda, l'Unione Sovietica concesse aiuti militari e finanziari a Cuba. Dal 1966 fino alla fine degli anni ottanta, l'assistenza militare del governo sovietico permise a Cuba di potenziare le sue capacità militari portandole al primo posto in America Latina e di proiettare potenza all'estero. La prima missione militare cubana in Africa venne istituita in Ghana nel 1961. Le forze militari cubane apparvero in Algeria, nel 1963, quando una brigata medica militare venne a sostenere il governo. Dagli anni sessanta, Cuba inviò forze militari nei Paesi africani e arabi: Siria nel 1973, Etiopia nel 1978, Angola dal 1975 al 1989, e Nicaragua e El Salvador negli anni ottanta. Il tonnellaggio delle consegne militari sovietiche a Cuba durante la maggior parte degli anni ottanta superò ogni anno le consegne durante la crisi dei missili a Cuba del 1962.
Nel 1989, il governo effettuò un repulisti delle forze armate e del Ministero degli interni, condannando il maggior generale dell'esercito ed Eroe della Repubblica di Cuba Arnaldo Ochoa, Ministero degli interni, il colonnello Antonio de la Guardia (Tony la Guardia), e il generale di brigata Patricio de la Guardia del Ministero degli Interni con l'accusa di corruzione e traffico di droga. Questa sentenza è nota a Cuba come "Causa 1". Ochoa e Antonio de la Guardia vennero giustiziati. In seguito alle esecuzioni, l'esercito venne drasticamente ridimensionato, il Ministero degli interni venne trasferito sotto il controllo informale del capo generale delle forze armate rivoluzionarie Raúl Castro (fratello di Fidel Castro), e un gran numero di ufficiali dell'esercito venne trasferito al Ministero degli interni.
La DIA riferì nel 1998 che le organizzazioni paramilitari del Paese, le Milizie delle truppe territoriali, l'Esercito giovanile del lavoro e la Milizia navale avevano subito un notevole degrado del morale e dell'addestramento nei sette anni precedenti, ma conservavano ancora il potenziale per "rendere costosa un'invasione nemica". Cuba adottò anche una strategia di "guerra del popolo" che evidenzia la natura difensiva delle sue capacità.
Il 14 settembre 2012, un alto generale cubano accettò di approfondire ulteriormente la cooperazione militare con la Cina durante una visita a Pechino. Disse che Cuba era disposta a rafforzare gli scambi con l'esercito cinese e a rafforzare la cooperazione bilaterale nell'addestramento del personale e in altri settori.
La potenza militare cubana è stata drasticamente ridotta dalla perdita dei sussidi sovietici dopo la fine della guerra fredda, e oggi le forze armate rivoluzionarie contano 39.000 soldati regolari.
Nell'aprile 2021, il capo di stato maggiore di lunga data Álvaro López Miera ha assunto la carica di ministro delle forze armate rivoluzionarie.

### Leadership
Ministero delle forze armate rivoluzionarie
- Raúl Castro (1959-2008)
- Julio Casas Regueiro (2008-2011)
- Leopoldo Cintra Frías (2011-2021)
- Álvaro López Miera 2021-in carica[13]

Capo di stato maggiore generale
- Senén Casas Regueiro (1972 - 1982)
- Ulises Rosales del Toro (1982 - 1997)
- Álvaro López Miera (1997 - 2021)
- Roberto Legrá Sotolongo (2021 - in carica)

## Esercito Rivoluzionario

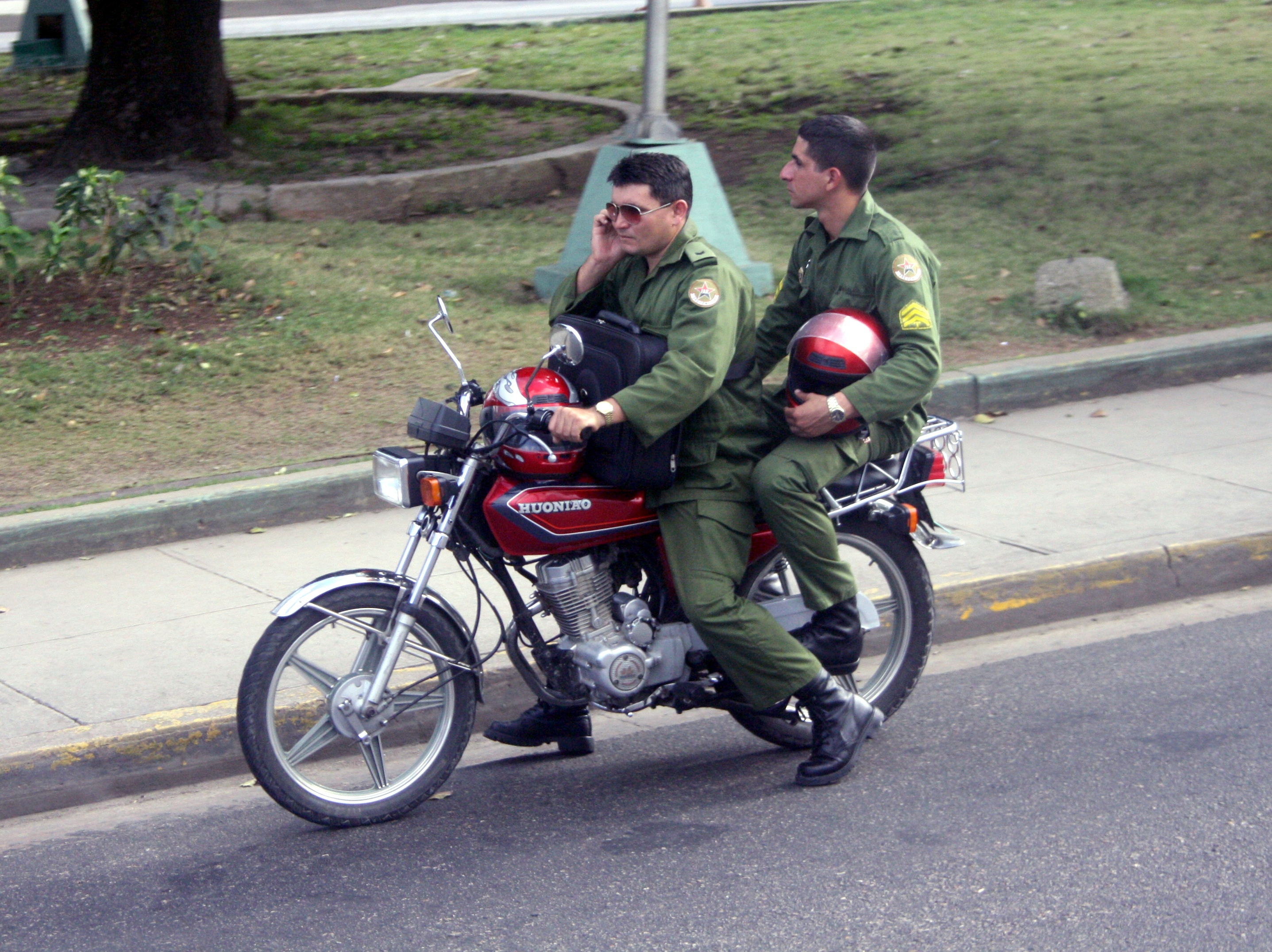
Soldati delle Fuerzas Armadas Revolucionarias su una motocicletta

Nel 1984, secondo Jane's Military Review, c'erano tre principali comandi geografici; Occidentale, Centrale ed Orientale. C'erano circa 130.000 soldati ed ogni comando era presidiato da un'armata che comprendeva una singola divisione corazzata, una divisione meccanizzata e un corpo d'armata di tre divisioni di fanteria, sebbene il Comando Orientale avesse due corpi d'armata per un totale di sei divisioni. C'era anche una regione militare indipendente, con una singola divisione di fanteria, che presidiava l'Isola della Gioventù.
Una valutazione della Defense Intelligence Agency degli Stati Uniti nella prima metà del 1998 affermò che le unità corazzate e di artiglieria dell'esercito erano a bassi livelli di prontezza a causa di un addestramento "gravemente ridotto", generalmente incapace di svolgere operazioni efficaci al di sopra del livello di battaglione e che l'equipaggiamento era per lo più stoccato e non disponibile con breve preavviso. Lo stesso rapporto affermava che le forze per operazioni speciali cubane continuavano ad addestrarsi, ma su scala minore rispetto a prima, e che, mentre la mancanza di pezzi di ricambio per le sue attrezzature esistenti e l'attuale grave carenza di carburante stavano incidendo sempre più sulle capacità operative, Cuba è rimasta in grado di offrire notevole resistenza a qualsiasi potenza regionale.

## Difesa aerea ed Aeronautica Rivoluzionaria

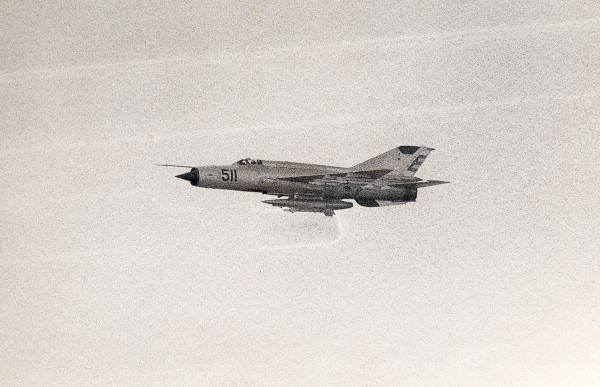
MiG-21MF cubano degli anni '70

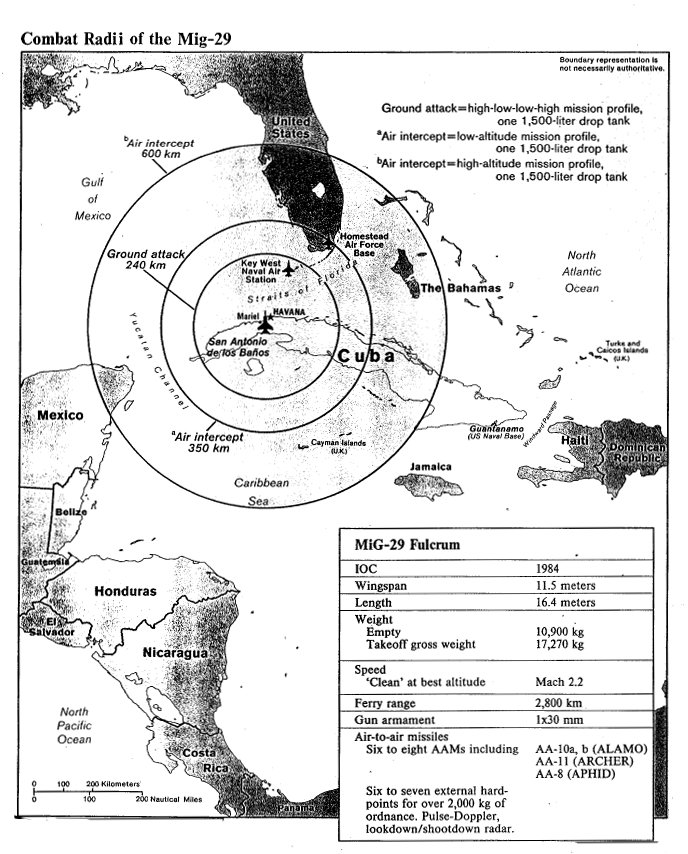
Mappa della CIA che mostra la portata stimata dei jet cubani MiG-29 Fulcrum

La Difesa aerea e Aeronautica Rivoluzionaria cubana o DAAFAR venne utilizzata negli anni ottanta con l'aiuto dell'Unione Sovietica per poter proiettare il potere all'estero, specialmente in Africa. Durante quel periodo Cuba inviò caccia e mezzi da trasporto per il dispiegamento in zone di conflitto come l'Angola e l'Etiopia.
Nel 1990, l'aeronautica militare di Cuba era la meglio equipaggiata dell'America Latina. In tutto, la moderna aeronautica cubana importò circa 230 velivoli ad ala fissa. Sebbene non sia disponibile una cifra esatta, gli analisti occidentali stimano che almeno 130 (con solo 25 operativi)) di questi aerei sono ancora in servizio sparsi nelle tredici basi aeree militari dell'isola.
Nel 1996, i caccia della DAAFAR abbatterono due Cessna con base in Florida che erano stati erroneamente sospettati di aver lanciato volantini nello spazio aereo cubano. L'aeronautica venne criticata per non aver dato ai piloti dell'aeromobile opzioni diverse dall'essere abbattuti. Un aereo fuggì.
Nel 1998, secondo lo stesso rapporto della DIA sopra menzionato, l'aviazione aveva "meno di 24 caccia MIG operativi; addestramento dei piloti appena sufficiente per mantenere la competenza; un numero in calo di sortite di caccia, missili terra-aria e artiglieria di difesa aerea per rispondere agli attacchi delle forze aeree".
Nel 2007 l'International Institute for Strategic Studies valutò la forza come forte di 8.000 soldati con 41 aerei in grado di combattere e altri 188 immagazzinati. È nota l'acquisizione di un altro MiG-29 e alcuni MiG-23, dandogli 58 aerei da combattimento in servizio attivo. Questi sono elencati come 6 MiG-29, 40 MiG-23 e 12 MiG-21. L'IISS stimò anche che la DAAFAR avesse 12 velivoli da trasporto operativi, oltre ad addestratori che includono 8 L-39C ed elicotteri, principalmente Mil Mi-8, Mil Mi-17 e Mil Mi-24 Hind. Raúl Castro ordinò nel 2010 che tutti i piloti di MiG-29 dovessero avere un addestramento completo, ora hanno da 200 a 250 ore di volo all'anno insieme a veri addestramenti ed esercitazioni di combattimento aereo. Anche fino a 20 unità MiG-23 hanno questo tipo di addestramento, ma le altre 16 unità MiG-23 trascorrono più tempo nei simulatori che nel volo reale. Le unità MiG-21 dispongono di un tempo limitato in queste esercitazioni di addestramento, trascorrono più tempo nei simulatori e mantengono le loro capacità di volo con Aerogaviota, il marchio commerciale dell'aeronautica.
Presso l'Aerodromo di San Antonio di San Antonio de los Baños, a sud-ovest dell'Avana, diversi velivoli sono visibili utilizzando Google Earth.

## Marina Rivoluzionaria

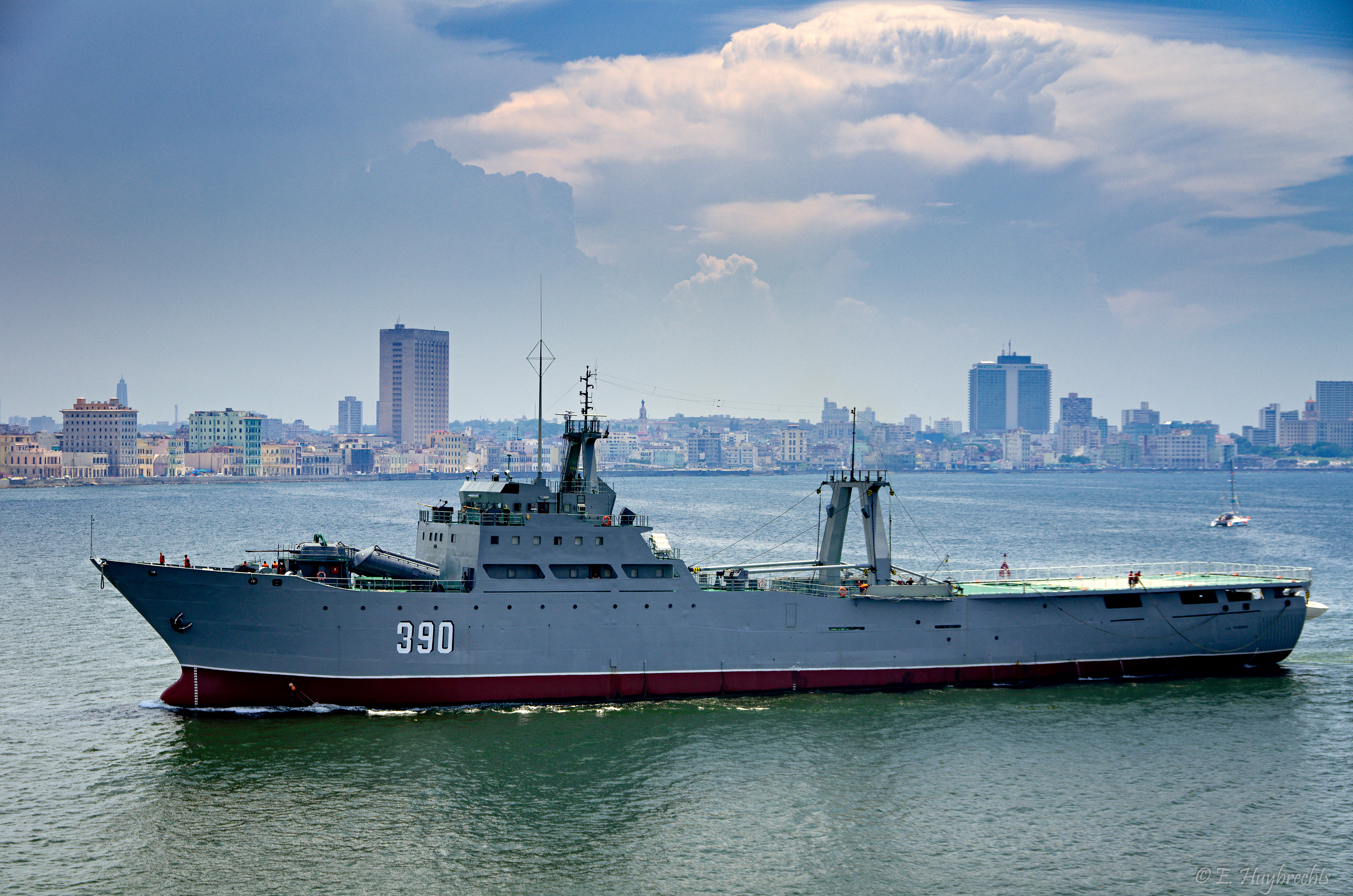
Il pattugliatore portaelicotteri Rio Damuji n° 390 all'Avana (luglio 2011)

Nel 1988, la marina cubana vantava 12.000 uomini, tre sottomarini, due moderne fregate con missili guidati, una nave d'intelligence e un gran numero di pattugliatori e dragamine. Tuttavia, la maggior parte delle navi di fabbricazione sovietica sono state smantellate o affondate per creare barriere. Nel 2007, la marina cubana venne valutata come forte di 3.000 soldati (inclusi fino a 550 fanti di marina) dall'IISS con sei Osa-II e una corvetta classe Pauk. La marina cubana comprende anche un piccolo battaglione marine chiamato Desembarco de Granma. Un tempo contava 550 uomini, anche se le sue dimensioni attuali non sono note.
Dopo che i vecchi sottomarini sovietici vennero messi fuori servizio, Cuba cercò aiuto dall'esperienza della Corea del Nord nei sommergibili tascabili. Disertori nordcoreani hanno affermato di aver visto cubani in una base sottomarina segreta tra la metà e la fine degli anni '90. Anni dopo, divenne pubblica una singola immagine di un piccolo sottomarino nero autoctono nel porto dell'Avana. Sembra che si chiami 'Delfin' e che sia armato con due siluri. Un solo esemplare è in servizio e il design appare originale, anche se influenzato sia dal design nordcoreano che da quello sovietico.
La marina cubana ha ricostruito una grande barca da pesca ex spagnola, la Rio Damuji. La BP-390 è ora armata con due missili C-201W, un cannone binato ZSU-57-2 da 57 mm, due mitragliatrici binate da 25 mm e una mitragliatrice da 14,5 mm. Questa nave è più grande della fregata classe Koni ed è usata come nave pattuglia portaelicotteri. Una seconda unità (BP-391) è stata convertita ed è entrata in servizio nel 2016.
La Marina cubana oggi impiega un proprio sistema missilistico, il Bandera, prodotto a Cuba (una copia dei datati missili sovietici Styx) e il sistema missilistico antinave Remulgadas, nonché il lanciarazzi multiplo semovente Frontera per la difesa costiera. Le principali minacce della marina sono il traffico di droga e l'immigrazione illegale. La posizione geografica del paese e la limitata presenza navale hanno consentito ai trafficanti di utilizzare le acque territoriali e lo spazio aereo cubani.
Lo stormo aereo della marina cubana impiega solo elicotteri antisommergibile ed è dotata di 2 elicotteri MI-14 Haze.

## Basi aeree e navali

### Basi attive
- Cabañas (QG Comando Occidentale) – Base aerea di San Julián (MUSJ)
  - 23º Reggimento (Mikoyan-Gurevich MiG-23ML)
  - Addestramento primario (Antonov An-2)
  - 1650 Addestramento di combattimento (Mikoyan-Gurevich MiG-21UM)
  - Squadriglia d'addestramento di combattimento (Mikoyan-Gurevich MiG-21PFMA e Mikoyan-Gurevich MiG-21MF)
  - Rwy 01/19 2041 m (6695 ft)
  - Rwy 08/26 2584 m (8479 ft)
  - Base navale?
- Alameda del Siboney
  - 23° 5'25"N, 82°28'45"W and 22°58'45"N, 82°59'15"W
- Holguín (QG Comando Orientale) – Aeroporto Frank País (MUHG)
  - 1724 Reggimento intercettori (bombardiere Mikoyan-Gurevich MiG-23BN)
  - 3710 Squadriglia ed addestramento intercettori
  - 34º Reggimento tattico
  - Base navale?
- L'Avana – Aeroporto di Playa Baracoa (MUPB)
  - 3405ª Squadriglia esecutivo
  - 3404 Squadriglia trasporti
  - 3688 Reggimento trasporti
- L'Avana – Aeroporto José Martí (MUHA)
  - 25º Reggimento trasporti (Ilyushin Il-76 and Antonov An-32)
  - Rwy 06/24, dimensione: 4001 m (13,125 ft)
- Aeroporto La Coloma (MULM)
  - 1660 Squadriglia d'addestramento (Aero L-39 AlbatrosC)
- Base navale di Casablanca
  - porto d'arrivo delle due fregate della marina
- ci sono strutture navali a Cienfuegos (pattuglie ormeggiate vicino al Museo Historico Naval Nacional nell'area di Cayo Loco), Mariel (vicino al cantiere navale/porto container), Nicaro e Punta Movida.

### Basi inattive
- Mariel – Campo d'aviazione di Mariel (MUML) – ora terminal container
  - ex squadriglia di elicotteri antisommergibile (Ka-32 and Mil Mi-14PL)
- Campo de Columbia – rinominato Campo Libertad nel 1961 (MULB)
  - 26º Reggimento trasporti (Mil Mi-2 and Mil Mi-8)
  - Squadriglia d'addestramento (Aero L-39 AlbatrosC and Z-326T)
  - 2065 m (6775 ft in rodaggio)
- Campo Teniente Brihuega
- Playa Baracoa – Aeroporto di Playa Baracoa (MUPB)
  - 22º Reggimento
- Aeroporto di Nicaro (MUNC)
  - campo d'aviazione 1315 m (singolo 4314 ft in rodaggio)
- Punta Movida
  - Base costruita dai sovietici
- Aeroporto di Cienfuegos (Stazione aerea Jaime González) (MUCF)
  - singolo 2/20 in rodaggio 1510 m (4954 ft)
  - 15º Reggimento trasporti (Antonov An-2 e Antonov An-26)
  - 16º Reggimento elicotteri (Mil Mi-8, Mil Mi-14, Mil Mi-17)
- Güines
  - 24 Reggimento tattico (Mikoyan-Gurevich MiG-23BN)
- Santiago de Cuba – Aeroporto Antonio Maceo (MUCU)
  - 35º Reggimento trasporti (Antonov An-2 and Antonov An-26)
  - 36 Reggimento elicotteri (Mil Mi-8 and Mil Mi-24)
  - Rwy 09/27 4000 m (13123 ft)
  - Rwy 18/36 1296 m (4252 ft)
- Aeroporto San Antonio de los Baños (MUSA)
  - 21º Reggimento (Mikoyan-Gurevich MiG-21B)
  - 1724 Reggimento
  - 3 in rodaggio
    - Rwy 01/19 2400 m (7873 ft)
    - Rwy 05/23 3596 m (11,799 ft)
    - Rwy 12/30 2482 m (8144 ft)
- Santa Clara – Aeroporto Abel Santa María (MUSC)
  - 14º Reggimento tattico (Mikoyan-Gurevich MiG-23BN) bombardieri
  - Rwy 08/26 3017 m (9898 ft)
- Santa Cruz
  - 11 Reggimento (Mikoyan-Gurevich MiG-21B)
- Sancti Spíritus – Aeroporto di Sancti Spiritus (MUSS)
  - 12º Reggimento (Mikoyan-Gurevich MiG-21MF)
  - Rwy 03/21 1801 m (5908 ft)
- Camagüey – Aeroporto Ignacio Agramonte (MUCM)
  - 31º Reggimento – Mikoyan-Gurevich MiG-21MF fighters
  - Rwy 07/25 3000 m (9842 ft)

## Forze speciali
Le Avispas Negras (Vespe nere), conosciute anche formalmente come Brigata Mobile di Truppe Speciali (BMTE) è un'unità delle forze speciali delle Forze armate rivoluzionarie cubane. Sono spesso identificate come Unità Militare 4895
Per maggiori informazioni vedere Avispas Negras.

## Forze paramilitari

### Milizia di Truppe Territoriali
La Milizia di Truppe Territoriali è composta esclusivamente da volontari civili, al comando del MINFAR. Ha rafforzato la nozione della volontà popolare di difendere la Rivoluzione. In generale, la Milizia è una forza part-time con solo armi leggere che vengono emesse solo occasionalmente.

### Esercito Giovanile del Lavoro
L'Ejército Juvenil del Trabajo ("Esercito Giovanile del Lavoro" – EJT) è, per legge, un'organizzazione paramilitare sotto il diretto controllo del MINFAR. È stato formalmente istituito il 3 agosto 1973 unendo la Colonna Giovanile Centennale (CJC) e le Divisioni di Fanteria Permanente (DIP). Le leggi sul servizio obbligatorio di Cuba richiedono che tutti i cittadini maschi prestino servizio per tre anni nell'EJT. La formazione dell'EJT ha permesso all'esercito di dedicarsi a tempo pieno alle questioni militari. L'EJT ha servito come forza di riserva nei suoi primi 20 anni. Nel 1993 gli venne affidata la responsabilità della gestione delle aziende agricole demaniali.

### Guardie di Frontiera
Le Guardie di Frontiera della Repubblica di Cuba (in spagnolo Tropas Guardafronteras, TGF) è un'arma che assicura la protezione dei confini di stato e delle acque territoriali. Sono subordinate al Ministero dell'Interno, MININT. Il 23 settembre 1970 vennero create le Guardie di Frontiera. Nella seconda metà degli anni '70 vennero firmati diversi accordi, in base ai quali vennero apportate alcune modifiche alla protezione delle frontiere, tra cui un accordo del 1976 tra Cuba e Messico sulla delimitazione della zona economica esclusiva nel settore del confine marittimo cubano-messicano ed un accordo del 1977 sul confine marittimo tra Cuba e Haiti. Le Guardie di Frontiera sono di fatto sia una guardia di frontiera che una forza di guardia costiera e tutti i nuovi ufficiali vengono nominati dall'Accademia Navale di Granma.

## Scuole militari
- Accademia di Comando Máximo Gómez – succedette all'Accademia El Morro, attuale college di comando delle FARC
- Collegio di difesa nazionale di Cuba
- Sistema Scuole militari Camilo Cienfuegos – fondato nel 1962, con 20 campus in molte città, liceo militare ufficiale
- Collegio militare Jose Maceo – scuola allievi ufficiali delle forze terrestri
- Collegio militare Antonio Maceo
- Accademia navale di Granma
- Istituto tecnico militare Jose Marti – attuale scuola allievi ufficiali dei servizi tecnici e dell'aeronautica
- Università medica militare di Cuba
- Scuola di giustizia militare Arides Sánchez